# Cherry Pie (singel Warrant)
Cherry Pie – piosenka zespołu Warrant, wydana 8 września 1990 roku nakładem wytwórni Columbia Records jako singel promujący album pod tym samym tytułem.
Autorem piosenki był wokalista i frontman Warrant, Jani Lane, zaś jej producentem – Beau Hill. W wersji singlowej utwór jest nieznacznie krótszy od wersji albumowej. Został umieszczony na pierwszym miejscu na albumie. Utwór ten zajął dziesiąte miejsce na liście Hot 100 oraz dziewiętnaste na liście Mainstream Rock Songs.

## Powstanie
31 stycznia 1989 roku ukazał się debiutancki album Warrant pt. Dirty Rotten Filthy Stinking Rich. Znajdujące się na nim piosenki charakteryzowały się optymizmem i chwytliwością. Album odniósł sukces, zajmując dziesiąte miejsce na liście Billboard 200 i osiągając status podwójnej platyny.
Po intensywnej trasie koncertowej, w czerwcu 1990 roku muzycy zespołu rozpoczęli pracę nad nowym albumem. Zespół założył sobie udoskonalenie i dopracowanie materiału względem pierwszej płyty. Przejawiało się to między innymi w zmianie struktury utworów poprzez wykorzystanie akustycznych wstępów. Ukończony album grupa przekazała wytwórni zakładając, że zostanie on nazwany Uncle Tom's Cabin (po tytule jednej z piosenek).
Wydawca – Columbia Records – w tym czasie podpisał kontrakt z Aerosmith. Po przesłuchaniu materiału wytwórnia zażądała od Warrant hymnu rockowego z seksualnym podtekstem, na styl „Love in an Elevator”, który mógłby być wydany jako singel. Zirytowany tym Jani Lane napisał tekst w dwadzieścia minut na odwrocie pudełka do pizzy, zaś następnego dnia zespół w pośpiechu nagrał piosenkę w studio; bezpośrednią inspiracją dla grupy był utwór Def Leppard „Pour Some Sugar on Me”. Lane utrzymywał, że takie postępowanie wynikało ze złości i chęci zirytowania wytwórni. Mimo tego Columbia była entuzjastycznie nastawiona do nowego utworu, ponadto zmieniono tytuł albumu na Cherry Pie.

## Kompozycja i treść
Utwór rozpoczyna się narastającym krzykiem. Był to wokal Dee Snidera z Twisted Sister, który pochodził z piosenki „I Want This Night (To Last Forever)” i został z niejasnych powodów wycięty przez producenta Beau Hilla. W piosence pojawiło się ponadto solo C.C. DeVille'a, gitarzysty Poison.
W utworze podmiot liryczny opowiada o kobiecie, z którą wielokrotnie uprawiał seks. Określa ją mianem ciasta wiśniowego. Odpowiadając na krytykę, jakoby tekst obrażał kobiety, Lane powiedział, że piosenka została źle zinterpretowana, ponieważ miała być zabawna i żartobliwa.

## Teledysk
Do piosenki zrealizowano teledysk w reżyserii Jeffa Steina, który współpracował także z The Who, Frankiem Zappą, Hueyem Lewisem czy Billym Idolem. W klipie wystąpiła Bobbie Brown, zwyciężczyni w konkursie modelek programu telewizyjnego Star Search. Po ujrzeniu występu Brown Jani Lane polecił menedżerowi zespołu skontaktowanie się z nią i nakłonienie do występu w teledysku. W przeciwieństwie do okładki albumu, na której znajduje się kobieta o czerwonych włosach (co miało odnosić się do metafory ciasta wiśniowego), w teledysku Brown ma włosy blond. Wystąpiła ona w krótkich spodenkach.
W teledysku pojawiają się sceny korespondujące ze śpiewanym fragmentem, wobec czego Brown odgrywa seksualne insynuacje zawarte w tekście. W klipie m.in. zespół opryskuje twarz i klatkę piersiową Brown wężem strażackim. Z kolei podczas wzmianki o baseballu modelka jest ubrana w strój baseballowy. Ponadto Brown trzyma ciastko wiśniowe, które próbuje jej odebrać Jani Lane. Zdaniem reżysera teledysk był parodią hairmetalowych klipów, a jego rzekomy seksizm był w rzeczywistości parodią seksizmu w klipach innych wykonawców.
Ze względu na „obraźliwie seksistowski” charakter klipu kanadyjska stacja MuchMusic odmówiła jego emisji. Z kolei na antenie MTV teledysk był często emitowany, co znacząco przyczyniło się do wzrostu popularności grupy.

## Odbiór
Piosenka zajęła dziesiąte miejsce na liście Hot 100, utrzymując się na niej przez dziewiętnaście tygodni.
Lane jednakże określił piosenkę jako „błogosławieństwo i przekleństwo”. W wywiadzie dla stacji VH1 muzyk dodał, że znienawidził „Cherry Pie” za fakt, iż utwór zdefiniował muzyczną spuściznę jego i zespołu. Z kolei w 2006 roku w filmie dokumentalnym Heavy: The Story of Metal muzyk powiedział, że za stworzenie piosenki mógłby „strzelić sobie w głowę”. Lane tłumaczył później, że tak emocjonalne słowa były związane z trudnym okresem w jego życiu, kiedy przeżywał rozwód i śmierć matki. W 2008 roku natomiast powiedział, że jest zadowolony ze stworzenia tej piosenki, ponieważ przetrwała ona próbę czasu.
| Lista             | Pozycja | Źródło |
| ----------------- | ------- | ------ |
| Australia         | 6       | [ 11 ] |
| Kanada            | 57      | [ 12 ] |
| Nowa Zelandia     | 37      | [ 11 ] |
| Stany Zjednoczone | 10      | [ 5 ]  |
| Wielka Brytania   | 35      | [ 5 ]  |